# Henri Krop
Henri Krop (Henri Adriën Krop, 1954) is bijzonder hoogleraar Spinoza-studies aan de Faculteit der Wijsbegeerte van de Erasmus Universiteit Rotterdam. Hij volgde Piet Steenbakkers op deze Spinozaleerstoel vanwege de Vereniging Het Spinozahuis op. Eerder was hij in Rotterdam al universitair hoofddocent Geschiedenis van de Filosofie. Als auteur wordt hij "historisch filosoof" genoemd.
Krop studeerde filosofie en theologie aan de Universiteit Leiden en de Universiteit van Amsterdam. In 1987 promoveerde hij aan de Universiteit Leiden op een proefschrift over Duns Scotus. Hij was hoofdredacteur van de serie Geschiedenis van de wijsbegeerte in Nederland (1989-2003).

## Publicaties
Onder meer
- 1987
  - De status van de theologie volgens Johannes Duns Scotus: de verhouding tussen theologie en metafysica, Amsterdam: Rodopi, 1987. Proefschrift Universiteit Leiden
  - met H.J. Adriaanse en L. Leertouwer: Het verschijnsel theologie: over de wetenschappelijke status van de theologie, Meppel: Boom, cop. 1987
- 1989 met onder meer Louis Andriessen, Robert Wilson en K. van Berkel: De materie : Louis Andriessen en Robert Wilson, Amsterdam: De Nederlandse Opera,  Den Haag: SDU [distr.], cop. 1989
- 1991 met Egbert P. Bos: John Buridan, a master of arts: some aspects of his philosophy : acts of the second symposium organized by the Dutch Society for Medieval Philosophy Medium Aevum on the occasion of its 15th anniversary, conferentie Leiden-Amsterdam (Vrije Universiteit), 20-21 juni 1991, Nijmegen: Ingenium Publishers, 1993. Reeks Artistarium, Supplementa 8
- 1992 met Siger de Brabant: De dubbele waarheid, Baarn: Ambo, 1992
- 1993:
  - met Egbert P. Bos: Franco Burgersdijk (1590-1635): neo-Aristotelianism in Leiden, Amsterdam, Atlanta, GA: Rodopi, 1993
  - met H.W. Blom en M.R. Wielema: Deventer denkers: de geschiedenis van het wijsgerig onderwijs te Deventer, Hilversum: Verloren, 1993
- 1997 met J.A. van Ruler en Arie Johan Vanderjagt: Zeer kundige professoren : beoefening van de filosofie in Groningen van 1614 tot 1996, Hilversum: Verloren, 1997
- 2000 met H. J. Adriaanse, Arie L. Molendijk en Hent de Vries: Post-theism: reframing the Judeo-Christian tradition, Leuven, Peeters, 2000
- 2002 met Benedictus de Spinoza: Spinoza Ethica, Amsterdam Prometheus/Bakker, 2002. Derde druk 2006. Reeks: Nederlandse klassieken.
- 2003 met Wiep van Bunge, Bart Leeuwenburgh, J.A. van Ruler, Paul Schuurman: The dictionary of seventeenth and eighteenth-century Dutch philosophers, Bristol, England: Thoemmes, 2003.
- 2008 met Benedictus de Spinoza en Wiep van Bunge: De draagbare Spinoza, Amsterdam : Bakker, 2008
- 2012: Newtonianism at the Dutch Universities during the Enlightenment. The Teaching of Philosophy from 's Gravesande to Van Swinden, in E. Jorink & A. Maas (Eds.), Newton and the Netherlands. How Isaac Newton was Fashioned in the Dutch Republic (pp. 227–249). Leiden: Leiden University Press
- 2014: Spinoza. Een paradoxale icoon van Nederland, Amsterdam, Prometheus, 2014